# Sabljaci
Jezero Sabljaci je umjetno jezero udaljeno oko 3 kilometra od Ogulina.

## Opis
Jezero je stvoreno u svrhu akumuliranja vode rijeke Zagorske Mrežnice za potrebe proizvodnje električne energije hidroelektrane Gojak. Ovo jezero je tunelom povezano s jezerom Bukovnik koje je oko kilometar udaljena akumulacija na rijeci Dobri, odakle se nastavlja tunel prema hidroelektrani Gojak, udaljenoj oko desetak kilometara od Ogulina. Površina jezera Sabljaci je oko 170 hektara, pa je jedanaesto po veličini u Hrvatskoj. Zbog toga ga mnogi zovu "Ogulinsko more". Na jezeru se preko ljeta održavaju "Jezerske igre", razni sportovi na vodi kao što su veslanje, jedrenje, plivanje, sportski ribolov i drugo. 
Po sastavu ribljih vrsta od domaće pastrve, amura i klena do kapitalnih linjaka, prava je meka za ribolovce, ali i pruža mogućnosti za rekreativce, plivače, veslače, jedrenje na dasci, veslačke regate te ugodnu šetnju i vožnje biciklom u njegovoj blizini. Ribolov je dopušten tijekom cijele godine, a može se loviti osim potočne i kalifornijske pastrve, lipljan, amur, šaran, smuđ, klen, linjak, plotica i žutooka. Svaku zimu svoje utočište na jezeru nalaze prekrasni bijeli labudovi, a dijelovi jezera ponekad potamne od velikog jata crnih liski.

## Hidroelektrana Gojak
Hidroelektrana Gojak je protočna (točnije akumulacijsko/protočna) hidroelektrana koja ima brane na rijekama Ogulinskoj Dobri i Zagorskoj Mrežnici, a strojarnicu na Gojačkoj Dobri. Prema planovima na rijeci Dobri bi trebalo biti 5 hidroelektrana, a uz HE Gojak je 2010. puštena u rad i HE Lešće. Ukupna instalirana snaga HE Gojak je 55,5 MW (3 Francisove turbine x 18,5 MW iz 1959. i obnovljene 2006.). Raspoloživi konstruktivni pad vode je 118 metara. Ukupni instalirani volumni protok je 57 m3/s (3 x 19 m3/s). Srednja godišnja proizvodnja električne energije je 191 GWh, dok je masimalna proizvodnja bila 280 GWh (2010.). HE Gojak je puštena u pogon 1959.

## Umjetno jezero Bukovnik
Još jedno jezero se nalazi na rijeci Dobri nešto prije nego što ponire u Đulinom ponoru. Naime, negdje oko jedan kilometar udaljeno od centra Ogulina na rijeci Dobri je podignuta brana, te je na taj način stvoreno još jedno umjetno jezero Bukovnik. Iz tog jezera se kanalima dugima i do 30 kilometara, voda odvodi do hidroelektrane Gojak.

## Šport
Veslačka regata Sabljaci održava se od 1994.